# Médaille Coolidge
La médaille Elizabeth Sprague Coolidge est une récompense créée en 1932 par Elizabeth Sprague Coolidge  pour « services éminents à la musique de chambre ». 

## Histoire
Les médailles sont initialement décernées par la Bibliothèque du Congrès, mais, en 1949 — après les objections des membres du Congrès américains sur l'opportunité d'un organisme gouvernemental d'attribuer des prix de beaux-arts et de littérature à des personnes susceptibles d'avoir des opinions dissidentes à l'égard des États-Unis (comme Ezra Pound et son prix Bollingen) — la Bibliothèque du Congrès cesse d'attribuer des médailles de toute nature, y compris le prix Bollingen, la médaille Elizabeth Sprague Coolidge pour services éminents à la musique de chambre et trois prix attribués par Lessing Rosenwald dans le cadre d'une exposition nationale annuelle d'estampes.

### Lauréats
Prix et commissions Coolidge antérieurs
- 1918 – Tadeusz Iarecki[2]
- 1919 – Ernest Bloch : Prix de musique de chambre pour le Berkshire Festival
- 1920 – Gian Francesco Malipiero
- 1921 – Harry Waldo Warner (1874-1945)
- 1922 – Leo Weiner : Prix de musique de chambre pour le Berkshire Festival
- 1923 – Commissions pour le Berkshire Festival : Eugène Goossens et Rebecca Clarke
- 1926 – Albert Huybrechts : Sonate pour violon et piano
- 1927 – Mario Pilati : Sonate pour flûte et piano
- 1936 – Jerzy Fitelberg : Quatuor à cordes no. 4

Médailles Elizabeth Sprague Coolidge pour services éminents à la musique de chambre
- Louis Gruenberg, Four Diversions, quatuor à cordes, composé en 1930[3]
- Frank Bridge (1938)
- Abbey Simon[4]
- Hugo Kortschak
- Kenneth Schermerhorn
- Benjamin Britten (1941)
- Alexander Tansman (1941)
- Randall Thompson (1941)
- Roy Harris (1942), Sonate pour violon et piano
- Quincy Porter (1943)
- Alexander Schneider (1945)[5]
- Erich Itor Kahn (1948)

Médaille Elizabeth Sprague Coolidge pour chefs d'orchestre
- James Allen Dixon (1928–2007) (1955)

Médaille Elizabeth Sprague Coolidge pour la meilleure interprétation de musique contemporaine
- Les Zagreb Soloists

Médaille Elizabeth Sprague Coolidge du meilleur quatuor à cordes d'Europe
- The Netherlands String Quartet (1965)